# Parafia Ofiarowania Najświętszej Maryi Panny w Pełnatyczach
Parafia Ofiarowania Najświętszej Maryi Panny w Pełnatyczach − parafia rzymskokatolicka znajdująca się w archidiecezji przemyskiej w dekanacie Pruchnik.

## Historia
W 1456 roku lokowano wieś Pełnatycze na prawie magdeburskim, która wówczas weszła w skład parafii Siennów. W 1798 roku został zbudowany murowany kościół z fundacji hrabiny Magdaleny Morskiej z Zarzecza. Prawdopodobnie bp Antoni Gołaszewski i proboszcz z Siennowa nie zgodzili się na utworzenie nowej parafii, i kościół został przekazany miejscowym grekokatolikom. 27 sierpnia 1821 roku bp Jan Śnigurski konsekrował cerkiew pw. św. Onufrego. W 1840 roku grekokatolicy zbudowali plebanię, a następnie kościół zaadaptowano na cerkiew. W 1866 roku przeprowadzono remont dachu, na którym zbudowano kopułę. W latach 30. XX wieku bp Franciszek Barda wyznaczył ks. Michała Pelczara do przygotowania budowy kościoła. 14 grudnia 1944 roku proboszcz greckokatolicki został usunięty.
W grudniu 1945 roku przybył z kresów wschodnich ks. Zygmunt Targosz. 23 lipca 1946 roku dekretem bpa Franciszka Bardy została utworzona ekspozytura z wydzielonego terytorium parafii Zarzecze (Pełnatycze) i parafii Rudołowice (Cząstkowice i Wola Roźwienicka). Na kościół parafialny zaadaptowano dawną cerkiew. Następnie usunięto kopułę przywracając pierwotny wygląd kościoła.
Na terenie parafii jest 1 675 wiernych (w tym: Pełnatycze – 667, Cząstkowice – 459, Wola Roźwienicka – 549).
Proboszczowie parafii:
1945– ?. ks. Zygmunt Targosz (ekspotyt).
1957–1969. ks. Henryk Piesowicz (ekspozyt)
1969– ?. ks. Franciszek Nowak.
1981–2015. ks. prał. Anatol Standyło.
2015–2016. ks. Jan Majkut.
2016– nadal ks. Krzysztof Masłyk.